# 中華民國海軍海上戰術偵蒐大隊
中華民國海軍海上戰術偵搜大隊（R.O.C.Naval Maritime Tactical Reconnaissance Group)原為中華民國陸軍航空特戰指揮部戰術偵搜大隊(R.O.C.Army Tactical Reconnaissance Group)，以國家中山科學研究院研發的銳鳶無人機為主要裝備，銳鳶無人機相關裝備及操作人員全都移撥給海軍，而中華民國陸軍的軍籍也全部轉變為海軍軍籍，少部分陸軍飛官則辦理回軍作業。

## 隊史
- 2010年，以「銳鳶專案」為名，在中華民國陸軍航空特戰指揮部下成立「陸軍戰術偵搜大隊」。
- 2011年，年底接收第一批四架銳鳶無人機。
- 2013年9月，陸軍航特部戰術偵搜大隊正式成軍。建置北、中、南等3處據點，執行偵查與BMS戰場管理任務。
- 2017年9月1日，改隸屬中華民國海軍，並在屏東基地舉行「海軍海上戰術偵搜大隊」編成典禮，由海軍副司令陳子鳳中將主持成軍典禮，隸屬海軍艦隊指揮部。

## 部隊任務
運用具備「損小、效高、易行、價廉」之裝備，可強化聯合監偵作業機制及不對稱作戰戰力，俾以提升聯合作戰效益，爭取預警與反應時間。

## 戰備實錄
- 2019年1月24日，國防部上午首度公開國軍無人機戰備實況，海軍海上戰術偵搜大隊上午派遣一架銳鳶無人機自屏東「神鷗基地」升空，至南部外海3,000呎高空示範監偵作業，與海軍「聯成系統」的衛星指揮管制系統，共同回傳海上兩艘作戰艦艇備戰作業。海軍同時公開，銳鳶無人機曾偵獲中國人民解放軍海軍舷號851的815型北極星號電子偵察艦。[2]
- 2022年8月2日，時任美國眾議院議長民主黨籍政治人物南西·裴洛西率團訪台，引發中共不滿，發動一系列軍事演習，戰搜大隊派遣銳鳶無人機飛赴西南空域監控解放軍艦艇[3]。
- 2024年5月23日至24日，中國人民解放軍於台海周邊舉行「聯合利劍-2024A」軍事演習，戰搜大隊派遣銳鳶無人機進行水面目標監控[4]。

## 榮譽
- 海上戰術偵搜大隊第三中隊林孟儒上士當選108年度國軍楷模。

- 海上戰術偵搜大隊第一中隊曾俊維士官長榮獲110年度國軍訓練楷模。

- 海上戰術偵搜大隊第三中隊葉永詮上士榮獲110年度海軍楷模。

- 海上戰術偵搜大隊第一中隊蘇新智士官長榮獲111年度國軍訓練楷模。

## 相關連結
1. 海上戰術偵搜大隊編成-軍聞社 （页面存档备份，存于）
2. 海上戰術偵搜大隊編成典禮-中華民國海軍官方網站 （页面存档备份，存于）